# Stenöorn
Stenöorn este o arie protejată (arie specială de conservare — SAC, sit de importanță comunitară — SCI, arie de protecție specială avifaunistică — SPA) din Suedia întinsă pe o suprafață de 56,4 ha, integral pe uscat.

## Localizare
Centrul sitului Stenöorn este situat la coordonatele 61°14′50″N 17°12′33″E / 61.2471°N 17.2091°E.

## Înființare
Situl Stenöorn a fost declarat arie de protecție specială avifaunistică în decembrie 1996 pentru a proteja 5 specii de animale. Alte tipuri de protecție:
- sit de importanță comunitară (în ianuarie 1997)
- arie specială de conservare (în martie 2011)[1][3][4]

## Biodiversitate
Situată în ecoregiunile boreală și marină baltică, aria protejată conține 2 habitate naturale: Pășuni de coastă din Baltica boreală, Insule esker baltice, cu vegetație a plajelor nisipoase, stâncoase și cu galeți, precum și cu vegetație sublitorală.
La baza desemnării sitului se află mai multe specii protejate de  păsări (5): rață sulițar (Anas acuta), Branta leucopsis, sitar de mal nordic (Limosa lapponica), pescăriță mare (Sterna caspia), fluierar de mlaștină (Tringa glareola).